# Ephraim R. Eckley

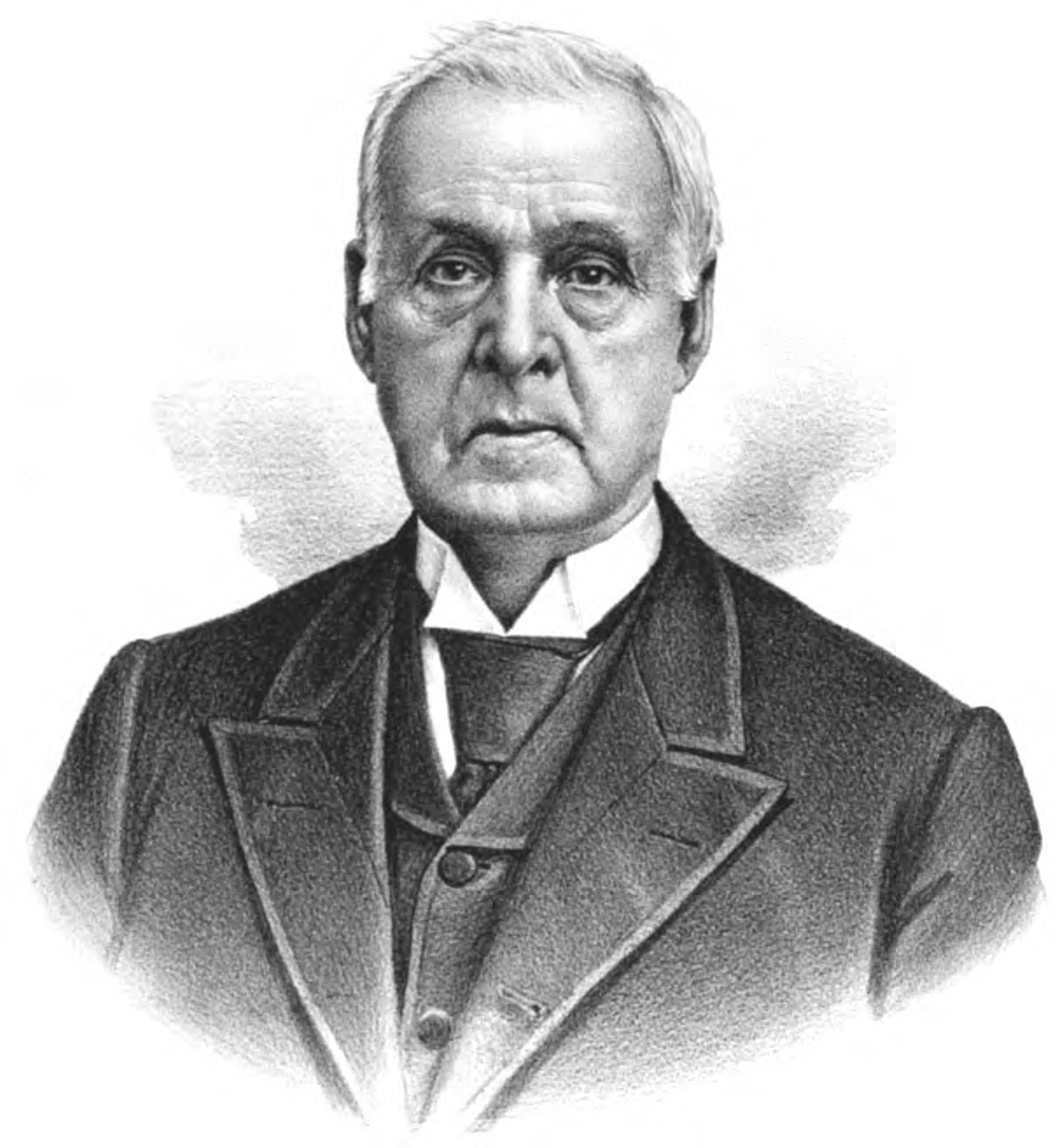
Ephraim R. Eckley

Ephraim Ralph Eckley (* 9. Dezember 1811 bei Mount Pleasant, Jefferson County, Ohio; † 27. März 1908 in Carrollton, Ohio) war ein US-amerikanischer Politiker. Zwischen 1863 und 1869 vertrat er den Bundesstaat Ohio im US-Repräsentantenhaus.

## Werdegang
Im Jahr 1816 zog Ephraim Eckley mit seinen Eltern nach Hayesville, wo er die öffentlichen Schulen und das dortige Vermillion Institute besuchte. Seit 1833 lebte er in Carrollton, wo er für einige Zeit als Lehrer arbeitete. Nach einem Jurastudium und seiner 1836  erfolgten Zulassung als Rechtsanwalt begann er in Carrollton in diesem Beruf zu praktizieren. Gleichzeitig schlug er als Mitglied der Whig Party eine politische Laufbahn ein. In den Jahren 1843 bis 1846 sowie von 1849 bis 1850 saß er im Senat von Ohio. 1851 kandidierte er erfolglos für das Amt des Vizegouverneurs seines Staates. Zwei Jahre später scheiterte Eckley auch bei einem Versuch, in den US-Senat gewählt zu werden. Zwischen 1853 und 1857 war er Abgeordneter im Repräsentantenhaus von Ohio. Nach der Auflösung der Whigs wechselte er zur 1854 gegründeten Republikanischen Partei. Im Juni 1856 nahm er als Delegierter an der ersten Republican National Convention in Philadelphia teil, auf der John C. Frémont als Präsidentschaftskandidat nominiert wurde. Während des Bürgerkrieges diente er im Heer der Union, in dem er bis zum Oberst und Brevet-Brigadegeneral aufstieg.
Bei den Kongresswahlen des Jahres 1862 wurde Eckley im 17. Wahlbezirk von Ohio in das US-Repräsentantenhaus in Washington, D.C. gewählt, wo er am 4. März 1863 die Nachfolge von James R. Morris antrat.  Nach zwei Wiederwahlen konnte er bis zum 3. März 1869 drei Legislaturperioden im Kongress absolvieren. In dieser Zeit endete der Bürgerkrieg. Seit 1865 war die Arbeit des Kongresses von den Spannungen zwischen den Republikaner und Präsident Andrew Johnson überschattet, die in einem nur knapp gescheiterten Amtsenthebungsverfahren gipfelten. In den Jahren 1865 bzw. 1868 wurden der 13. und der  14. Verfassungszusatz ratifiziert.
1868 verzichtete Ephraim Eckley auf eine weitere Kandidatur. Nach dem Ende seiner Zeit im US-Repräsentantenhaus arbeitete er wieder als Anwalt in Carrollton. Politisch trat er nicht mehr in Erscheinung. Er starb am 27. März 1908 im Alter von 96 Jahren in Carrollton. Mit seiner Frau Mary hatte er fünf Kinder.